# Krystyna Machnicka-Urbánska
Krystyna Machnicka-Urbánska (Katowice, 13 marzo 1947) è un'ex schermitrice polacca, vincitrice di una medaglia di bronzo ai campionati mondiali di scherma.